# Белорусский народный фронт «Возрождение»

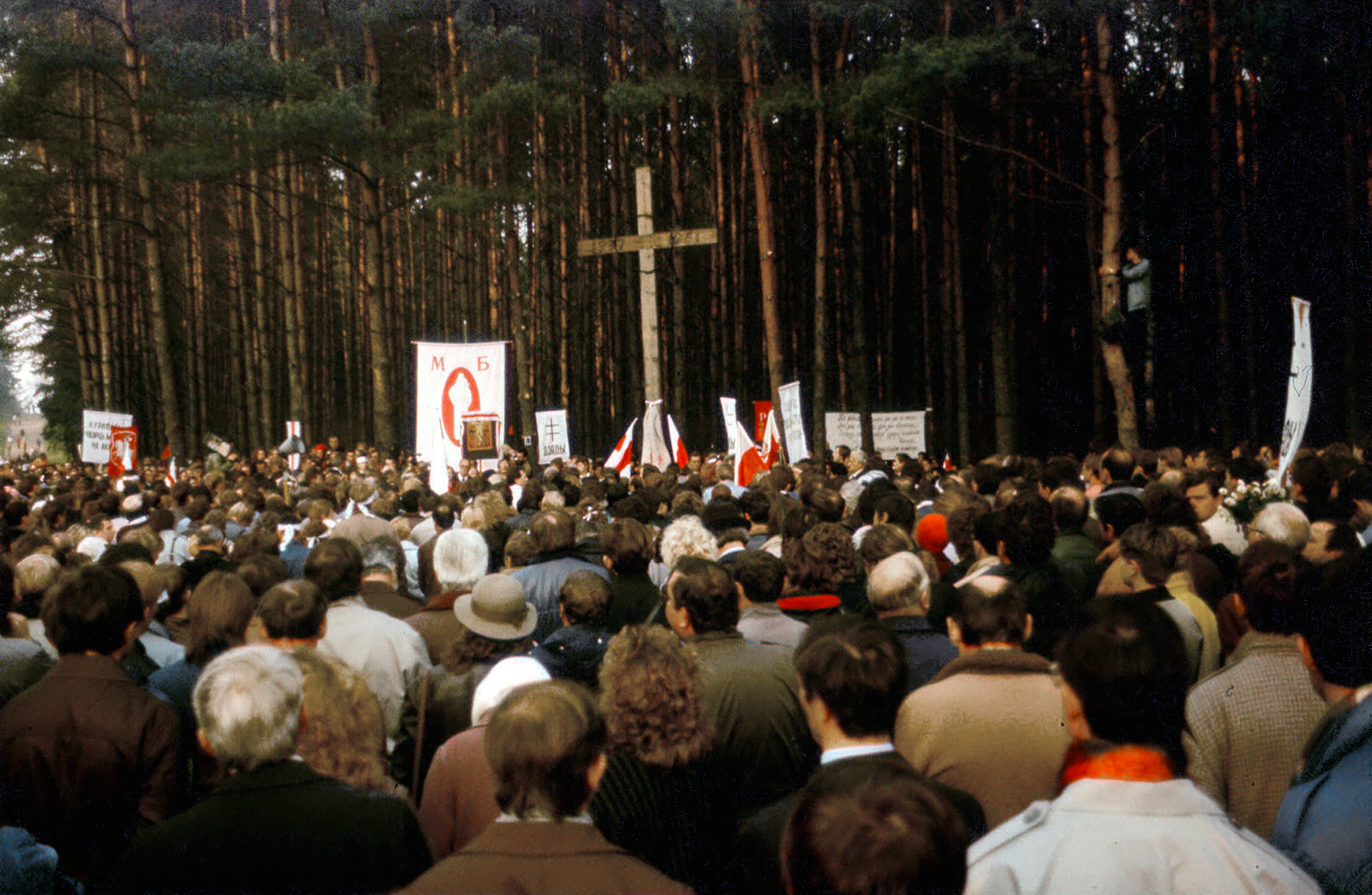
1989 год, митинг в Куропатах.

Белору́сский наро́дный фронт «Возрожде́ние» (бел. Беларускі народны фронт «Адраджэнне») — белорусское общественно-политическое движение конца 1980-х — начала 1990-х за переустройство политической системы и возрождение белорусской нации и белорусской культуры на принципах демократии и гуманизма и независимость Беларуси от СССР.
Предшественником «Белорусского народного фронта» считается созданная в 1988 году общественная организация «Мартиролог Беларуси», которая изучала период политических репрессий в БССР довоенного периода. Оргкомитет «Белорусского народного фронта» был создан 19 октября 1988 года по поручению Зенона Позняка на заседании «Мартиролога». В создании БНФ участвовали Виктор Ивашкевич, Винцук Вечёрко, Лявон Борщевский, Алесь Беляцкий, Василь Быков, Михаил Ткачёв, Михаил Чернявский, Сергей Дубовец, Алесь Адамович и др. Изначально организация называлась — Белорусский народный фронт за перестройку «Возрождение». Первой заметной акцией стал разогнанный милицией митинг «Дзяды» в урочище Куропаты, прошедший 30 октября 1988 года и посвященный поминовению жертв сталинских репрессий.
Учредительный съезд БНФ был проведён 24—25 июня 1989 года. БНФ активно участвовал в выборах народных депутатов БССР в марте — апреле 1990 года, депутатами Верховного совета БССР 12 созыва были избраны члены БНФ Зенон Позняк, Лявон Борщевский, Игорь Герменчук, Сергей Наумчик, Валентин Голубев и другие (всего 25 депутатов из 360). В Верховном Совете БССР была сформирована фракция БНФ.
На базе движения БНФ «Возрождение» в 1993 году была образована «Партия БНФ». В 1999 году из-за борьбы за лидерство и споров о тактике борьбы происходит раскол БНФ: его более радикальная часть — КХП БНФ, обвинив однопартийцев в измене общему делу, формируется как клиентела З.Позняка, отдаляется от других оппозиционных сил и систематически бойкотирует выборы под предлогом отсутствия демократического процесса и заведомо не легитимного их результата. С тех пор сторонники Позняка конфликтуют с ПБНФ, которую ныне возглавляет Григорий Костусёв.
После раскола БНФ сотрудничество между партиями осложнялась напряженными взаимоотношениями бывших однопартийцев. Важное различие между двумя преемницами БНФ «Возрождение» сформулировано в программе КХП БНФ — в положении об отношениях с политическими, общественными организациями и структурами власти: «КХП БНФ не участвует в надпартийных (межпартийных) органах, созданных другими общественно-политическими силами. Члены партии действуют по политическим вопросам только от имени своей партии». В свою очередь «партия БНФ» активно блокируется с другими политическими партиями.
Центральным писательским органом — была газета «Новости БНФ «Возрождение»».